# موران لوی
موران لوی (عبری: מורן לביא‎؛ زادهٔ ۳ فوریهٔ ۱۹۸۳) بازیکن فوتبال اهل اسرائیل است.
وی همچنین در تیم ملی فوتبال زنان اسرائیل بازی کرده‌است.